# ألبارسلان إرديم
ألبارسلان إرديم (11 ديسمبر 1988 بفشتا في ألمانيا - ) هو لاعب كرة قدم تركي وألماني في مركز الدفاع. شارك مع منتخب تركيا تحت 21 سنة لكرة القدم ومنتخب تركيا ب لكرة القدم ‏. أما مع النوادي، فقد لعب مع بوجاسبور وغلطة سراي وغنتشلربيرليغي وكايسري سبور ونادي إسطنبول باشاكشهر وفيردر بريمن 2 ‏.

## وصلات خارجية
- ألبارسلان إرديم على موقع الاتحاد الأوربي (الإنجليزية)
- ألبارسلان إرديم على موقع اتحاد تركيا (لاعب) (الإنجليزية)
- ألبارسلان إرديم على موقع قاعدة بيانات كرة القدم.إي يو (الإنجليزية)
- ألبارسلان إرديم على موقع Soccerway.com (الإنجليزية)
- ألبارسلان إرديم على موقع عالم كرة القدم.نت (الإنجليزية)